# Résolution 1096 du Conseil de sécurité des Nations unies
Membres permanents
- Chine
- États-Unis
- France
- Royaume-Uni
- Russie

Membres non permanents
- Chili
- Corée du Sud
- Costa Rica
- Égypte
- Guinée-Bissau
- Japon
- Kenya
- Pologne
- Portugal
- Suède

Résolution no 1095 Résolution no 1097
La Résolution 1096 du Conseil de sécurité des Nations unies fut adoptée à l'unanimité le 30 janvier 1997. Après avoir réaffirmé toutes les résolutions sur la Géorgie, en particulier la résolution 1065 (en) (de 1996), le Conseil s'est penché sur la situation actuelle et a prolongé le mandat de la Mission d'observation des Nations unies en Géorgie (MONUG) jusqu'au 31 juillet 1997.
Le Conseil de sécurité restait préoccupé par le fait que la Géorgie et l'Abkhazie n'avaient pas résolu le conflit, en particulier en raison de la position adoptée par la partie abkhaze. Notant l'ouverture du Bureau des droits de l'homme en Abkhazie (créé par la Résolution 1077 (en) (de 1996)), le respect des droits de l'homme a été instamment demandé. Les deux parties ont violé l'Accord de cessez-le-feu et de séparation des forces signé à Moscou en 1994, des groupes armés opérant au sud de l'Ingouri et échappant au contrôle du Gouvernement géorgien. Pendant ce temps, la situation dans la région de Gali a continué de se détériorer. La force de maintien de la paix de la Communauté des États indépendants (CEI), également active dans le pays, a été élargie et sa mandat prorogé jusqu'au 31 janvier 1997.
La situation en Géorgie était dans l'impasse, sans qu'il n'y ait eu de règlement global du conflit. Le Conseil a souligné le caractère inacceptable de la position abkhaze et les élections législatives de 1996. À cet égard, l’intention du Secrétaire général Kofi Annan de renforcer le rôle de l’ONU dans le processus de paix a été saluée. Les deux parties ont été invitées à faire progresser les négociations et la reprise des pourparlers de haut niveau entre les deux parties a été bien accueillie par le Conseil de sécurité.
La résolution abordait ensuite la situation des réfugiés rentrant en Abkhazie. Les obstructions persistantes à ce processus et les tentatives de le lier ceci au statut politique de l'Abkhazie ont été condamnées, tout comme les changements démographiques résultant du conflit. Le droit de tous les réfugiés et personnes déplacées a été réaffirmé. En outre, le Conseil de sécurité a condamné toutes les violences ethniques et la pose de mines terrestres et a demandé aux deux parties de garantir la sécurité et la liberté de mouvement de la MONUG, des forces de maintien de la paix de la CEI et des organisations humanitaires internationales.
Enfin, le Secrétaire général a été prié de faire un rapport au Conseil trois mois après l’adoption de la résolution 1096 sur la situation en Abkhazie et les opérations de la MONUG, y compris un examen de son avenir.